# Гвоздики Анджейовського
Гвоздики Анджейовського, гвозди́ка Андржійо́вського, , гвоздика Анджейовського (Dianthus andrzejowskianus (Zapał.) Kulcz.) — вид рослин з роду гвоздики (Dianthus) родини гвоздикових (Caryophylláceae).
Видова назва дана на честь українського природознавця польського походження Антона Анджейовського.

## Загальна біоморфологічна характеристика
Багаторічник. Стебло майже кругле, сизувато-зелене, 40-60 см заввишки, просте, голе. Доросла рослина має добре розвинений потовщений головний корінь і занурений в ґрунт багатоголовий каудекс. Листки лінійні, 5-10 см завдовжки і 1-3 мм завширшки, по краю голі з довгими 10-20 мм завдовжки піхвами; верхні дві пари листків з розширеною основою і зазвичай роздутою піхвою. Суцвіття щільно-головчате, оточене кількома парами верхівкових листочків, в нижній частині сильно розширених, відразу звужених в шилоподібний гострий кінець. Чашечки 10-13 мм завдовжки, з ланцетоподібним зубцями (близько 5 мм завдовжки). Приквіткові чашечки відразу звужені в короткий гострий кінець, що сягають половини довжини чашечної трубки. Пелюстки темно-рожеві, з неясно вираженою борідкою волосків. Цвіте у червні-липні.

## Поширення і екологія
Гвоздики Анджейовського поширені в степах Східної Європи і Західного Сибіру. Ростуть на трав'янистих і кам'янистих схилах, на сухих, бідних, щебнистих, погано розвинених чорноземних ґрунтах, кам'янистих відслоненнях, пісках.
В Україні поширена в лісостеповій та степовій зонах, зрідка зустрічається в Лісовій зоні; на південному сході України — зазвичай по всій території.

## Охоронний статус
Гвоздики Анджейовського входить до Червоної книги Казахстану, а також до червоних книг Білгородської, Курської, Московської, Рязанської областей та Чуваської Республіки в Російській Федерації.
В Україні цей вид зансений до офіційних переліків регіонально рідкісних рослин Дніпропетровської, Житомирської, Івано-Франківської, Кіровоградської, Тернопільської, Херсонської та Хмельницької областей.

## Використання
Вид представляє інтерес для інтродукції як декоративна рослина.

## Систематика
Вид дуже схожий з гвоздиками голівчастими (Dianthus capitatus) і деякі систематики розглядають цей таксон як підвид останнього (Dianthus capitatus subsp. andrzejowskianus Zapa.).